# Stéphane Sessègnon
Stéphane Sessègnon, född 1 juni 1984 i Allahé, Benin, är en beninsk fotbollsspelare (anfallare).

## Karriär
Den 26 september 2016 värvades Sessègnon av franska Montpellier, där han skrev på ett tvåårskontrakt. I januari 2018 värvades Sessègnon av turkiska Gençlerbirliği, där han skrev på ett 1,5-årskontrakt.